# 黑药鹅观草
黑药鹅观草（学名：Roegneria melanthera）为禾本科鹅观草属下的一个种。

## 扩展阅读
- 維基物種上的相關：黑药鹅观草